# Ivan Pososjkov

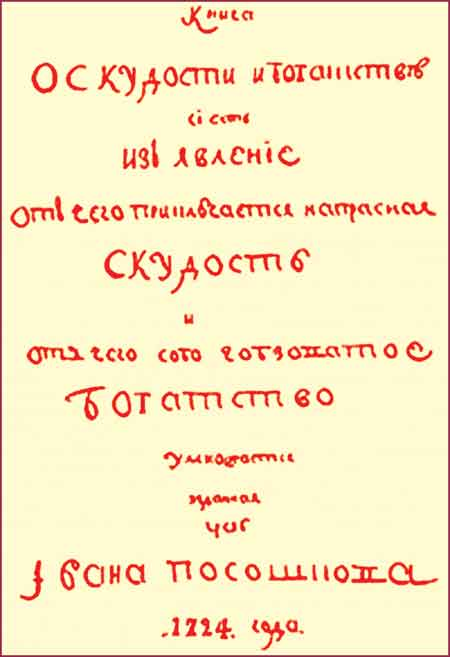
"Boken om armod och rikedom", 1724.

Ivan Tichonovitj Pososjkov (ryska: Иван Тихонович Посошков), född 1652 nära Moskva, död 12 februari (gamla stilen: 1 februari) 1726 nära Sankt Petersburg, var en rysk nationalekonom. 
Pososjkovs namn nämndes första gången i den av munken Avramij till Peter den store inlämnade skriften rörande "orsakerna till missnöjet bland folket". Han inspärrades 1725 i Peter-Paulfästningen – det beryktade fängelsets första mer betydande politiska offer – och dog där. Orsaken till häktningen är ej fullt utredd, men låg sannolikt i tsarens och tsarinnans missnöje med hans Kniga o skudosti i bogalstvě (1724; Boken om armod och rikedom), en för sin tid högst märklig samhällskritik med ingående reformförslag.
Utgången ur ett torftigt bondehem, saknade Pososjkov all vetenskaplig underbyggnad, men försökte genom självstudier inhämta en mängd teoretiska och praktiska kunskaper, och ehuru han hade moskovitens ärvda åskådningssätt och konservativa läggning, insåg han dock, att Ryssland måste gå framåt kulturellt genom utnyttjande av alla materiella krafter. Han ansåg, att jorden var källan till det nationella välståndet, men att staten kunde uppblomstra endast genom industrins utveckling. Orsakerna till bondeståndets armod såg han i den allmänna lättjan, okunnigheten och råheten å ömse sidor. Stark anhängare av det absoluta tsardömet, framhöll han dock vikten av en demokratisk centralisation på ortodox grund. 
Pososjkovs nationalekonomiska idéer har många likheter med dåtida västerländska teorier, särskilt merkantilismen. Sin moraliska trosbekännelse sammanfattade han i det 1720 skrivna Zavjestjanie otetjeskoje (tryckt 1873, "Faderligt testamente"), som i "Domostrojs" kärva ton och stil innehöll sederegler av en far till sin son. Dessutom skrev han 1709 en religiös stridsskrift (tryckt 1863) Zertsalo sujemudrija raskolnitja ("Den sekteriska vantrons spegel"), i vilken han gisslade såväl raskolnikernas halsstarrighet och okunnighet som de lutherska "bildstormarnas" påfund. Pososjkovs skrifter publicerades först av Michail Pogodin i två delar 1842 och 1863.
På uppdrag av Peter den store publicerade Pososjkov den första ryska boken om "skogs- och naturvård i skogen". Boken blev färdigställd 1724, men publicerades inte förrän 1842. Michail Lomonosov fick en kopia som han gav till den ryska vetenskapsakademin.